# 阿拉密斯
阿拉密斯（法語：Aramis），真名勒内·德赫尔布雷（René d'Herblay），是法國作家大仲马小说系列《达达尼昂浪漫三部曲》中的一个虚构人物。他与阿多斯、波尔多斯三人都是主人公达达尼昂的好友。
阿拉密斯是三位火枪手中最年轻的一人，真实年龄不详，比达达尼昂年长三岁。直至《达达尼昂浪漫三部曲》的最后一部达达尼昂战死的时候，仍然没有阿拉密斯死亡的记述，因而在四人中是最后死去的。
阿拉密斯生为军人，却希望成为一名神职人员。他是女性关系上的能手。在《三个火枪手》中提到他与谢弗勒兹公爵夫人恋爱。在《二十年后》里面，他放弃火枪手身份成为神职人员，又成为隆格维尔夫人的恋人。
阿拉密斯的原型是真实人物火枪手亨利·达拉米茨（Henri d'Aramitz，1620-1655/1674）。